# Mermessus merus
Mermessus merus là một loài nhện trong họ Linyphiidae.
Loài này thuộc chi Mermessus. Mermessus merus được Alfred Frank Millidge miêu tả năm 1987.